# أوغستين فيلوتي
أوغستين فيلوتي (بالإسبانية: Agustín Velotti) مواليد 24 مايو 1992 في الأرجنتين، هو لاعب كرة مضرب أرجنتيني يلعب باليد اليمنى ويحتل حالياً المرتبة 386 (07 مارس 2016) في تصنيف رابطة محترفي كرة المضرب. أعلى تصنيف له في الفردي كان 166.
فاز فيلوتي بمنافسات الفردي للذكور في بطولة فرنسا المفتوحة 2010 بعد تغلبه على صديقه الحميم أندريا كولاريني بنتيجة 6-4 و7-5.

## روابط خارجية
- أوغستين فيلوتي على موقع رابطة محترفي التنس (الإنجليزية)
- أوغستين فيلوتي على موقع الاتحاد الدولي لكرة المضرب (الإنجليزية)
- أوغستين فيلوتي على موقع خلاصة التنس.كوم (الإنجليزية)